# Fred Ranker
Fred Ranker (* 8. April 1930 in Neunkirchen (Saar); † 19. Juli 2009) war ein deutscher Politiker der SPD. 
Ranker war von Beruf Drogist und Kaufmann. Vom 11. April 1985 bis zum Ende der Wahlperiode 1987 war er Mitglied des Deutschen Bundestages. Ranker rückte für den ausgeschiedenen Abgeordneten Hajo Hoffmann nach, der als Wirtschaftsminister in die neue Landesregierung unter Oskar Lafontaine gewechselt war.